# 하마마쓰 홍보관
항공자위대 하마마쓰 홍보관(航空自衛隊浜松広報館), 간단히 하마마쓰 홍보관(일본어: 浜松広報館)은 일본 시즈오카현 하마마쓰시 주오구에 있는 항공자위대의 홍보 시설이다. 항공자위대 하마마쓰 기지에 인접해 있다. 애칭은 에어파크(일본어: エアーパーク)다.